# سردکننده رآکتور هسته‌ای
| سردکننده              | دمای ذوب  | دمای جوش |
| --------------------- | --------- | -------- |
| آب سبک در ۱۵۵ بار     |           | ۳۴۵ °C   |
| ان‌ا کا اوتکتیک        | -۱۱ °C    | ۷۸۵ °C   |
| سدیم                  | ۹۷٫۷۲ °C  | ۸۸۳ °C   |
| FLiNaK                | ۴۵۴ °C    | ۱۵۷۰ °C  |
| FLiBe                 | ۴۵۹ °C    | ۱۴۳۰ °C  |
| سرب                   | ۳۲۷٫۴۶ °C | ۱۷۴۹ °C  |
| Lead-bismuth eutectic | ۱۲۳٫۵ °C  | ۱۶۷۰ °C  |

سردکننده رآکتور هسته‌ای(به انگلیسی: Nuclear reactor coolant) یک سردکننده است که جهت انتقال حرارت تولیدی در هسته رآکتور به ژنراتور الکتریکی با به محیط اطراف استفاده می‌شود. برخی اوقات از دو چرخه سردکننده در رآکتور استفاده می‌شود و دلیل آن وجود مقدار اندکی رادیواکتیویته در سیال اولیه است.